# Sason andamanicum
Sason andamanicum là một loài nhện trong họ Barychelidae. Loài này phân bố ở quần đảo Andaman.